# Thanatephorus pendulus
Thanatephorus pendulus är en svampart som först beskrevs av C.C. Tu & Kimbr., och fick sitt nu gällande namn av Stalpers & T.F. Andersen 1996. Thanatephorus pendulus ingår i släktet Thanatephorus och familjen Ceratobasidiaceae.   Inga underarter finns listade i Catalogue of Life.